# Понтианак (мифическое существо)
Понтианак — мифическое существо из малайского, индонезийского и филиппинского фольклора, представляющее собой духа-вампира женского пола. В фольклоре считается, что понтианаками становятся духи женщин, умерших во время беременности. Понтианаки часто отождествляются с ланг сурами, что неверно, поскольку последние в фольклоре являются духами женщин, умерших во время родов.

## Этимология
Слово Pontianak, как предполагается, является искажением малайского perempuan mati beranak — «женщина, которая умерла во время родов». Другая теория предполагает, что слово представляет собой сочетание puan (женщина), mati (смерть) + anak (ребёнок). Термин matianak означает «смерть ребёнка». Город Понтианак в Индонезии назван в честь этого существа, которое, как говорится в легенде, преследовало первого султана, который когда-то поселился там.

## Внешний вид и поведение
В легендах понтианаки изображаются в виде бледных женщин с длинными волосами и в белых одеждах, но якобы способных принимать обличье красавиц. Многие истории рассказывают о том, что они подстерегают на ночных дорогах одиноких путников-мужчин, соблазняя их и затем зверски убивая и выпивая их кровь. Американский исследователь Пол Теру предположил, что изначально легенду о понтианаках выдумали женщины, чтобы их испуганные мужья опасались вступать в связь с уличными проститутками.
В Индонезии очень похожее существо называется кунтиланак, однако оно, согласно легендам, убивает только молодых девушек-девственниц. Аналогичное существо в филиппинском фольклоре называется тианак, однако там оно представляет собой призрак ребёнка, умершего при рождении.